# 52633 Turvey
52633 Turvey este o planetă minoră (asteroid), cu un diametru de 4,907 km, din centura de asteroizi. A fost descoperită pe 30 noiembrie 1997 la Stakenbridge observatory⁠(d) de Brian G. W. Manning⁠(d). 
Obiectul prezintă o orbită caracterizată de o semiaxă mare de 2,6939254061761 UAi, o excentricitate de 0,20688271611298, o înclinație de 2,7991113633421 ° în raport cu ecliptica.